# Clint Mathis
Clint Mathis (Conyers, Georgia, 25 de novembro de 1976) é um ex-futebolista dos Estados Unidos da América.